# Proba-1
Proba-1 (anfangs nur Proba) ist der Name eines Satelliten der ESA. Der Kleinsatellit wurde am 25. Oktober 2001 in Betrieb genommen, nach seinem Start am 22. Oktober 2001 in Indien als Sekundärnutzlast einer PSLV-Rakete. Er wiegt 94 Kilogramm und hat die Form eines Quaders mit 60, 60 und 80 cm Seitenlänge.
Eigentlich wurde er von der ESA zur Vorstellung neuer Technologien benutzt und sollte nach einem Jahr wieder abgeschaltet werden. Da es aber keine nennenswerten Probleme gab, wurde die Mission verlängert. Am 9. Mai 2018 wurde Proba-1 mit 5982 Tagen in der Umlaufbahn der am längsten aktive Erdbeobachtungssatellit der ESA.
Die Besonderheit dieses Satelliten ist, dass er weitgehend selbständig agiert. Proba (eigentlich lateinisch Überprüfung, Probe, Sondierung; auch prüfe! bzw. beweise!) ist eine Abkürzung und bedeutet "Project for On-Board Autonomy" (Projekt für Bordautonomie) und ist laut der ESA auch diesem Namen gerecht geworden. Proba kann Aufgaben wie Fluglageregelung, Zielerkennung im Vorbeiflug und Bilderfassung selbständig ausführen. Von der Erde muss nur der Breiten- und Längengrad des zu fotografierenden Zielgebiets vorgegeben werden. Den Rest kann Proba selbständig koordinieren.

## Finanzierung, Entwicklung und Fertigung
Finanziert wurde der Satellit durch das belgische Federal Office for Scientific, Technical, and Cultural Affairs (OSTC, inzwischen Belgian Federal Science Policy Office). Ein Industriekonsortium unter der Leitung der belgischen Firma Verhaert entwarf und fertigte den Satelliten. Die Verwendung konventioneller Komponenten half, Kosten einzusparen.

## Nutzung
Die Station Redu in Belgien steuert den Satelliten. Aus 600 Kilometern Höhe nimmt er jeden Monat etwa 300 Bilder von rund 60 verschiedenen Gebieten auf. Bis heute hat der Satellit mit seinen beiden Kameras CHRIS (Compact High Resolution Imaging Spectrometer) und der Schwarzweiß-HRC (High Resolution Camera) über 10.000 Bilder geliefert. Die maximale Auflösung der Farbkamera CHRIS beträgt 18 m. Die Auflösung der Kompaktkamera HRC beträgt sogar nur fünf Meter. Die von ihr geschossenen Bilder in Schwarz-Weiß zeigen eine Fläche von 25 Quadratkilometern.
Der Satellit dient neben der Erreichung von Forschungszielen der ESA auch für die Internationale Charta für Weltraum und Naturkatastrophen.
Nach Missionsende soll Proba-1 als Testobjekt für die Beseitigung von Weltraumschrott mit der Mission Clearspace-1 dienen.

## Nachfolgemissionen
Der Start des Nachfolgers Proba-2, der neue Spektrometer für die Sonnenbeobachtung testete, erfolgte am 2. November 2009 UTC.
Zusammen mit der ESA unterstützt Belgien die Mission Proba V. Der ca. 1 m³ große Satellit umkreist seit dem 7. Mai 2013 die Erde sonnensynchron in einer Höhe von 820 km. Der Satellitenbus wiegt 140 kg und liefert eine elektrische Leistung von 250 W. Drei multispektrale optische Kameras untersuchen die Vegetation auf der Erde mit einer räumlichen Auflösung von ca. 100 m.
Proba-3 erprobt Formationsflugexperimente im Raum seit 5. Dezember 2024.